# Miothomisus
Genre
Miothomisus est un genre fossile d'araignées aranéomorphes de la famille des Thomisidae.

## Distribution
Les espèces de ce genre ont été découvertes à Shanwang au Shandong en Chine. Elles datent du Néogène.

## Liste des espèces
Selon The World Spider Catalog 17.5 :
- †Miothomisus subnudus Zhang, Sun & Zhang, 1994
- †Miothomisus sylvaticus Zhang, Sun & Zhang, 1994

## Publication originale
- Zhang, Sun & Zhang, 1994 : Miocene insects and spiders from Shanwang, Shandong. Science Press, Beijing, p. 1–298.